# Roncus jarilo
Roncus jarilo är en spindeldjursart som beskrevs av Bozidar P.M. Curcic 1991. Roncus jarilo ingår i släktet Roncus och familjen helplåtklokrypare. Inga underarter finns listade i Catalogue of Life.